# Haloze - vinorodne
Haloze - vinorodne este o arie protejată (arie specială de conservare — SAC, sit de importanță comunitară — SCI) din Slovenia întinsă pe o suprafață de 6.298,88 ha, integral pe uscat.

## Localizare
Centrul sitului Haloze - vinorodne este situat la coordonatele 46°19′53″N 15°54′58″E / 46.3314°N 15.916°E.

## Înființare
Situl Haloze - vinorodne a fost declarat sit de importanță comunitară în aprilie 2004 pentru a proteja 1 specie de plante și 7 specii de animale. Situl a fost protejat și ca arie specială de conservare în februarie 2012.

## Biodiversitate
Situată în ecoregiunea continentală, aria protejată conține 2 habitate naturale: Pajiști uscate seminaturale și facies de acoperire cu tufișuri pe substraturi calcaroase (Festuco-Brometalia) (* situri importante pentru orhidee), Fânețe de joasă altitudine (Alopecurus pratensis, Sanguisorba officinalis).
La baza desemnării sitului se află mai multe specii protejate:
- plante (1): Himantoglossum adriaticum
- amfibieni (1): izvoraș-cu-burta-galbenă (Bombina variegata)
- nevertebrate (6): Austropotamobius torrentium, fluturele-tigru (Callimorpha quadripunctaria), Cordulegaster heros, fluturele purpuriu (Lycaena dispar), phengaris nausithous (Maculinea nausithous), Maculinea teleius